# Георгиос Георгандас
Георгиос Павлу Георгандас (на гръцки: Γεώργιος Παύλου Γεωργαντάς) е гръцки юрист и политик от Нова демокрация.

## Биография
Георгиос Георгандас е роден на 7 май 1967 година в кукушкото село Света Петка, Гърция. Завършва право в Тракийския университет в Гюмюрджина. Мести се в Кукуш, където работи като адвокат. Избран е от Кукуш за депутат от Нова демокрация на второ място на изборите в 2009 година, но тъй като партията губи правото на второ депутатско място, Георгандас остава извън парламента. Избран е от Кукуш за депутат от Нова демокрация на изборите в 2012 година. Вицепрезидент е на футболния клуб на Кукуш ФК Килкисякос.